# Adolphe de Holstein-Gottorp
Titres
Duc de Schleswig-Holstein-Gottorp
15 mai 1544 – 1er octobre 1586 
42 ans, 4 mois et 16 jours
Prince-évêque de Schleswig
27 octobre 1556 – 1er octobre 1586 
29 ans, 11 mois et 4 jours
Adolphe de Holstein-Gottorp (en danois : Adolf af Slesvig-Holsten-Gottorp), né le 25 janvier 1526 au château de Duburg (Flensbourg) et mort le 1er octobre 1586 au château de Gottorf, fut duc de Schleswig-Holstein-Gottorp de 1544 à 1586.

## Biographie
Adolphe de Holstein-Gottorp est le fils de Frédéric Ier de Danemark et de Sophie de Poméranie. Il passa quatre années de sa vie à Cassel auprès de Philippe Ier de Hesse.
En 1544, le duché de Schleswig et Holstein fut divisé entre son frère Jean de Schleswig-Holstein-Hadersleben et son demi-frère Christian III de Danemark. Adolphe de Holstein-Gottorp reçut la partie de Holstein avec le château de Gottorf. Cette lignée fondée par Adolphe de Holstein-Gottorp se nomma Schleswig-Holstein-Gottorp, parmi ses descendants elle compte des tsars de Russie (Holstein-Gottorp-Romanov).
Lors de ses voyages, Adolphe de Holstein-Gottorp confia le gouvernement de son pays à Johann Rantzau. Il participa à la Diète d'Augsbourg où il assista Charles Quint (1548). Bien que protestant il soutint Charles Quint dans sa lutte contre les princes protestants En 1553, il revint dans son pays natal. Il modernisa son État, fit construire pour les indigents et les personnes âgées l'Auberge du Chevalier Saint-Jurgen. Comme le prévoyait le testament de Frédéric de Danemark, baron Hildesheim, Adolphe de Holstein-Gottorp prit possession de l'épiscopat au décès de son frère Frédéric décédé le 27 octobre 1556.
Adolphe de Holstein-Gottorp fit construire les châteaux de Husum et Tönninger.

## Famille

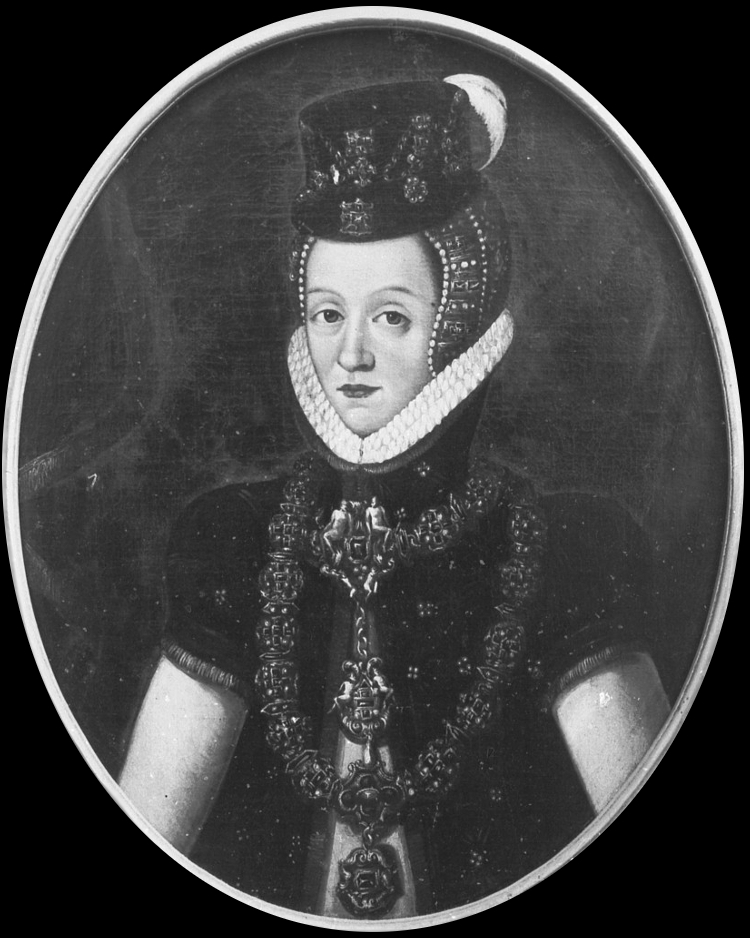
Christine de Hesse.

Le 17 décembre 1564, Adolphe de Holstein-Gottorp épouse Christine de Hesse (1543-1604), fille du landgrave Philippe Ier de Hesse. Dix enfants sont nés de cette union :
- Frédéric II (1568-1587), duc de Holstein-Gottorp, qui succède à son père en 1586 ;
- Sophie (1569-1634), épouse en 1588 le duc Jean VII de Mecklembourg-Schwerin ;
- Philippe (1570-1590), duc de Holstein-Gottorp ;
- Christine (1573-1625), épouse en 1592 le futur roi Charles IX de Suède ;
- Élisabeth (1574-1587) ;
- Jean-Adolphe (1575-1616), prince-évêque de Brême et Lübeck puis duc de Holstein-Gottorp, épouse en 1596 Augusta de Danemark ;
- Anne de Holstein-Gottorp (1575-1625), épouse en 1598 le comte Ennon III de Frise orientale ;
- Christian (1576-1577) ;
- Agnès (1578-1627) ;
- Jean-Frédéric de Holstein-Gottorp (1579-1634), prince-évêque de Brême, Lübeck et Verden.